# 陸崇禮
陸崇禮（1571年—1601年），字孟敦，號衷抑，南直隶苏州府常熟縣人，明朝政治人物。

## 生平
萬曆二十五年（1597年）丁酉科应天乡试舉人，二十六年（1598年）戊戌科進士，礼部觀政，次年授福建龙溪县知县，二十九年调任山西平陽縣知县，次年三月十二日卒于官，年三十一。天啓元年（1621年）葬虞山先塋。

## 家族
五世祖陸潤，官温州知府。祖陸一鳳，字子韶，嘉靖壬子舉人，官泉州府同知。父陸重科，母张氏。娶王氏，生四子。
弟陸問禮，字衷虚，万历甲辰进士，官南赣巡抚。